# Roy M. Anderson
Roy M. Anderson (ur. 12 kwietnia 1947 w Hertfordshire) – brytyjski epidemiolog, ekolog i biomatematyk, współtwórca – wraz z Robertem Mayem – epidemiologii teoretycznej, profesor Imperial College London i Uniwersytetu Oksfordzkiego, członek m.in. Royal Society i Academy of Medical Sciences.

## Edukacja i przebieg pracy zawodowej
Roy Anderson uczęszczał do Duncombe School i Hertford Grammar School w Hertfordshire (współczesna Richard Hale School). Studiował zoologię w Imperial College London. Studia pierwszego stopnia ukończył w 1968 roku, a w 1971 roku uzyskał doktorat w dziedzinie parazytologii na podstawie pracy nt. A quantitative ecological study of the helminth parasites of the bream (Abramis brama (L.)). Był w latach:
- 1971–1973 – stypendystą IBM w Uniwersytecie Oksfordzkim (dziedzina: biomatematyka)
- 1973–1977 – wykładowcą parazytologii w King’s College London

Po powrocie do macierzystej uczelni (ICL) prowadził – z zespołem współpracowników – badania w dziedzinie epidemiologii, ekologii populacyjnej i ewolucyjnej, kontroli rozprzestrzeniania się chorób zakaźnych (HIV i AIDS, SARS, ptasia grypa i in.). Zajmował kolejne stanowiska zawodowe, zostając profesorem już w wieku 35 lat (1982). Utworzył Wydział Epidemiologii Chorób Zakaźnych, którym kierował w latach 1984–1993, do czasu powołania do Uniwersytetu Oksfordzkiego na kierownika Katedry Zoologii (Linacre Chair of Zoology) oraz dziekana Wydziału Zoologii.
W 2000 roku wrócił do ICL wraz ok. 40-osobowym zespołem współpracowników. Zajmował lub zajmuje stanowiska:
- profesora epidemiologii chorób zakaźnych w School of Public Health (Wydział Medyczny ICL)
- rektora uczelni (2008–2010)[9]
- dyrektora centrum badań tropikalnych chorób zaniedbanych, NTD[b][12][13][14] (Centre for Neglected Tropical Disease Research Centrum i współwykonawcy innych programów badawczych WHO i ONZ (np. UNAIDS)

Pełnił lub pełni różne funkcje w krajowych i międzynarodowych zarządach i komisjach doradczych w zakresie zdrowia publicznego i kontroli chorób, m.in.:
- głównego doradcy naukowego w brytyjskim Ministerstwie Obrony
- powiernika w Muzeum Historii Naturalnej w Londynie
- dyrektora Wellcome Centre for Parasite Infections (1989–1993, ICL) i Wellcome Centre for the Epidemiology of Infectious Disease (1993–2000, Oksford)[c]
- członka rady stypendialnej Singapore National Research Foundation
- członka zarządu GlaxoSmithKline

## Obszar badań naukowych i publikacje
Głównym obszarem badań R. Andersona jest epidemiologia traktowana jako pogranicze matematyki, biologii i ekologii. Celem badań jest poszukiwanie lub udoskonalanie narzędzi umożliwiających podejmowanie racjonalnych decyzji w sprawach ochrony zdrowia publicznego i ochrony środowiska. Publikacje Andersona są wysoko oceniane przez czytelników (h-indeks=125, ponad 6700 cytowań w 2020 roku).
Współautorem ponad 80 artykułów, które ukazały się na przełomie dekad 1970/1980, był Robert May (i inni współwykonawcy badań). Zakres prac obejmował problemy różnych zakażeń wirusowych, bakteryjnych i pasożytniczych ludzi, zwierząt gospodarskich i organizmów stanowiących elementy ekosystemów. Prowadzono badania HIV, SARS, pryszczycy, gruźlicy  bydła (zob. M. bovis), grypy azjatyckiej i wielu innych. W latach 1978–1979 opublikowano m.in. artykuły:
- R.M. Anderson, R.M. May, Regulation and stability of host-parasite population interactions: I. Regulatory processes, (J. Anim. Ecol. 1978)
- R.M. Anderson, R.M. May, Population biology of infectious diseases (Part I i Part II, Nature 1979)

W 1981 roku ukazał się przygotowany przez R.M. Maya i R.M. Andersona numer Philosophical Transactions of the Royal Society (Phil Trans B), poświęcony w całości problemom układów pasożyt-żywiciel: The Population Dynamics of Microparasites and Their Invertebrate Hosts. Odegrał on ważną rolę w historii dyscypliny, co poświadcza tekst opublikowany w kwietniu 2015 roku z okazji 350. rocznicy Phil.Trans. 
Autorzy jubileuszowego artykułu (A.P. Heesterbeek i M.G. Roberts) zatytułowali go:
 
Omówienie publikacji Andersona i Maya zostało poprzedzone przypomnieniem długiej historii rozwoju teoretycznej epidemiologii (m.in. Daniel Bernoulli i problem "variolation/inoculation" w 1760 roku). Konsekwentne, systematyczne badania dynamiki chorób zakaźnych, zapoczątkowane przez Andersona, Maya i wsp. w 1978 roku, uznano za ważny etap tego rozwoju, zakończony opracowaniem w 1991 roku przełomowego podręcznika (wyd. 1991, 1992, 1993, 1995, 1998, 1999, 2002, 2003 dwukrotnie): 
Spośród artykułów opublikowanych po 1991 roku bywają wyróżniane:
- R.M. Anderson, A.R. McLean, T.F. Wolfs, J. Goudsmit, R.M. May, Antigenic diversity thresholds and the development of AIDS (Science, 1991)
- R.M. Anderson, C.A. Donnelly, N.M. Ferguson, M.E. Woolhouse, C.J. Watt, H.J. Udy, S. MaWhinney, S.P. Dunstan i wsp., Transmission dynamics and epidemiology of BSE in British cattle (Nature 1996)
- S.H. Donnelly, A.C. Ghani, G.M. Leung, A.J. Hedley, C. Fraser, S. Riley, L.J. Abu-Raddad, L.M. Ho i wsp., Epidemiological determinants of spread of causal agent of severe acute respiratory syndrome in Hong Kong (The Lancet 2003)
- S. Riley, C. Fraser, C.A. Donnelly, A.C. Ghani, L.J. Abu-Raddad, A.J. Hedley, G.M. Leung, L.M. Ho i wsp., Transmission dynamics of the etiological agent of SARS in Hong Kong: impact of public health interventions (Science 2003)
- C. Fraser, S. Riley, R.M. Anderson, N.M. Ferguson, Factors that make an infectious disease outbreak controllable (Proceedings of the National Academy of Sciences 2004)

W połowie 2016 roku Roy M. Anderson zainicjował projekt badawczy dotyczący epidemiologii choroby Alzheimera (poszukiwania możliwości przyspieszenia i nowych kierunków badań, przegląd systematyczny połączonych baz danych; współpracownicy: Alison Ower, Chris Hadjichrysanthou in.). Wyniki prac zespołu są publikowane w formie serii artykułów, m.in.: 
- 2017 – A systematic review of longitudinal studies which measure Alzheimer’s disease biomarkers[20]
- 2019 – Unsuccessful trials of therapies for Alzheimer's disease (Authors' reply)[21]
- 2020 The dynamics of biomarkers across the clinical spectrum of Alzheimer’s disease[22]
- 2020 Association of TDP-43 proteinopathy, cerebral amyloid angiopathy, and Lewy bodies with cognitive impairment in individuals with or without Alzheimer’s disease neuropathology, Roy M. Anderson i wsp.[23]

COVID-19
Od wybuchu pandemii COVID-19 Roy Anderson uczestniczy w analizach możliwości jej zahamowania. Należy m.in. do specjalistycznego zespołu ekspertów RoySoc SET-C (Science in Emergencyies Tasking  COVID-19) opracowującego aktualne raporty i zalecenia (między 26 czerwca i 14 grudnia 2020 na stronie RoySoc udostępniono 10 raportów). Publikuje również artykuły w czasopismach naukowych, tj. Lancet, np.   
- How will country-based mitigation measures influence the course of the COVID-19 epidemic?, The Lancet, marzec 2020 (ok. 1680 cytowań)[25]
- Challenges in creating herd immunity to SARS-CoV-2 infection by mass vaccination, Lancet, listopad 2020[26]

oraz teksty ukierunkowane na szeroką popularyzację wiedzy o epidemiach wśród decydentów i członków narażonych społeczności, np.
- Roy Anderson: cruciale il comportamento delle persone per fermare la pandemia (Scienza in rete (it), marzec 2020)[27]

## Stowarzyszenia naukowe
Został przyjęty do:
- 1982 – Zoological Society (UK)
- 1982 – Institute of Biology (UK)
- 1985 – Royal Society of Hygiene and Tropical Medicine (UK)
- 1986 – Royal Society (Londyn)
- 1987 – Royal Statistical Society (UK)
- 1998 – Academia Europaea
- 1998 – Academy of Medical Sciences (UK, członek założyciel)
- 1999 – Institute of Medicine of the National Academies (USA, członek zagraniczny)

W 2002 roku został honorowym członkiem Royal Society of Agriculture (UK).

## Nagrody i wyróżnienia
Otrzymał m.in.:
- 1988 – Chalmers Memorial Medal, Royal Society of Tropical Medicine and Hygiene
- 1989 – Weldon Memorial Prize for Biomathematics, University of Oxford
- 1993 – Frink Medal for British Zoologists, Zoological Society of London
- 1994 – Croonian Prize, Royal Society
- 1994 – Joseph Smadel Medal, Infectious Disease Society of America
- 1998 – Distinguished Statistical Ecologist Award, American Society of Ecology
- 1999 – Distinguished Parasitologist award, American Society for Parasitology
- 2002 – Nuffield Medal Lecture, The Royal Society of Medicine (UK)
- 2005 – Ernst Chain Prize, Imperial College

W 2006 roku został wyróżniony Odznaką Rycerza Kawalera (podkreślono funkcję w Ministerstwie Obrony – Chief Scientific Adviser):